# Hrywna
Hrywna (ukr. гривня, hrywnia, [ˈɦrɪu̯nʲɑ]) – oficjalna waluta Ukrainy. Kod walutowy ISO 4217: UAH, symbol: ₴ (podwójnie przekreślona zapisana kursywą litera г) – w standardzie Unicode: U+20B4, skrót ukraiński: грн (bez kropki na końcu). 1 hrywna jest równa 100 kopijkom. 
Jedna hrywna warta jest 0,09 PLN (stan na kwiecień 2024)
Hrywna weszła do obiegu w 1996 podczas reform ekonomicznych, zastępując karbowańca. Nazwa pochodzi od średniowiecznej miary srebra – grzywny.

## Monety
| Obecnie będące w obiegu | Obecnie będące w obiegu | Obecnie będące w obiegu | Obecnie będące w obiegu | Obecnie będące w obiegu | Obecnie będące w obiegu | Obecnie będące w obiegu       | Obecnie będące w obiegu           | Obecnie będące w obiegu                    | Obecnie będące w obiegu                                | Obecnie będące w obiegu |                             |                                    |
| Wizerunek               | Wizerunek               | Nominał                 | Parametry techniczne    | Parametry techniczne    | Parametry techniczne    | Parametry techniczne          | Opis                              | Opis                                       | Opis                                                   | Data pierwszego bicia   | Data wprowadzenia do obiegu | Data wycofania z obiegu (początek) |
| Rewers                  | Awers                   | Nominał                 | Średnica                | Grubość                 | Waga                    | Metal                         | Rant                              | Awers                                      | Rewers                                                 | Data pierwszego bicia   | Data wprowadzenia do obiegu | Data wycofania z obiegu (początek) |
| ----------------------- | ----------------------- | ----------------------- | ----------------------- | ----------------------- | ----------------------- | ----------------------------- | --------------------------------- | ------------------------------------------ | ------------------------------------------------------ | ----------------------- | --------------------------- | ---------------------------------- |
|                         |                         | 1 kopiejka              | 16 mm                   | 1,2 mm                  | 1,5 g                   | Stal nierdzewna               | Gładki                            | Herb Ukrainy, ornament roślinny, rok bicia | Nominał, ornament roślinny                             | 1992                    | 1996                        | 1 października 2019                |
|                         |                         | 2 kopiejki              | 17,3 mm                 | 1,2 mm                  | 0,64 lub 1,8 g          | Aluminium lub Stal nierdzewna | Gładki                            | Herb Ukrainy, ornament roślinny, rok bicia | Nominał, ornament roślinny                             | 1992                    | 1996                        | 1 października 2019                |
|                         |                         | 5 kopiejek              | 24 mm                   | 1,5 mm                  | 4,3 g                   | Stal nierdzewna               | Ząbkowany                         | Herb Ukrainy, ornament roślinny, rok bicia | Nominał, ornament roślinny                             | 1992                    | 1996                        | 1 października 2019                |
|                         |                         | 10 kopiejek             | 16,3 mm                 | 1,25 mm                 | 1,7 g                   | Mosiądz lub brązal            | Ząbkowany                         | Herb Ukrainy, ornament roślinny, rok bicia | Nominał, ornament roślinny                             | 1992                    | 1996                        |                                    |
|                         |                         | 25 kopiejek             | 20,8 mm                 | 1,35 mm                 | 2,9 g                   | Mosiądz lub brązal            | Gładki/ząbkowany                  | Herb Ukrainy, ornament roślinny, rok bicia | Nominał, ornament roślinny                             | 1992                    | 1996                        | 1 października 2020                |
|                         |                         | 50 kopiejek             | 23 mm                   | 1,55 mm                 | 4,2 g                   | Mosiądz lub brązal            | Gładki/ząbkowany                  | Herb Ukrainy, ornament roślinny, rok bicia | Nominał, ornament roślinny                             | 1992                    | 1996                        |                                    |
|                         |                         | 1 hrywna                | 26 mm                   | 1,85 mm                 | 7,1 lub 6,9 g           | Mosiądz lub brązal            | Napis: „ОДНА ГРИВНЯ”, rok wybicia | Herb Ukrainy, ornament roślinny, rok bicia | Nominał, ornament roślinny                             | 1995                    | 1996                        | 1 października 2020                |
|                         |                         | 1 hrywna                | 26 mm                   | 1,85 mm                 | 6,8 g                   | Brązal                        | Napis: „ОДНА ГРИВНЯ”              | Włodzimierz I Wielki                       | Herb Ukrainy, nominał, ornament dekoratywny, rok bicia | 2004                    | 25 października 2004        | 1 października 2020                |
|                         |                         | 1 hrywna                | 18.9 mm                 | 1,8 mm                  | 3.3 g                   | Stal niklowana                | Ząbkowany                         | Włodzimierz I Wielki                       | Herb Ukrainy, nominał, ornament dekoratywny, rok bicia | 2018                    | 27 kwietnia 2018            |                                    |
|                         |                         | 2 hrywny                | 20.2 mm                 | 1,8 mm                  | 4.0 g                   | Stal niklowana                | Ząbkowany                         | Jarosław I Mądry                           | Herb Ukrainy, nominał, ornament dekoratywny, rok bicia | 2018                    | 27 kwietnia 2018            |                                    |
|                         |                         | 5 hrywien               | 22.1 mm                 | 2 mm                    | 5.2 g                   | Stal niklowana                | Gładki/ząbkowany                  | Bohdan Chmielnicki                         | Herb Ukrainy, nominał, ornament dekoratywny, rok bicia | 2018                    | 20 grudnia 2019             |                                    |
|                         |                         | 10 hrywien              | 23.5 mm                 | 2,3 mm                  | 6.4 g                   | Stal niklowana                | Ząbkowany                         | Iwan Mazepa                                | Herb Ukrainy, nominał, ornament dekoratywny, rok bicia | 2018                    | 2020                        |                                    |

## Banknoty
Do obiegu wprowadzono cztery serie banknotów:
- z datami emisji 1992–1994 — I seria, typowe poradzieckie wzornictwo, z centralnie umieszczoną postacią, nominały 1–100 ₴ (banknoty o nominałach 50 oraz 100 ₴ nigdy nie były w obiegu) (obecnie bardzo rzadko spotykane);
- z datami emisji 1994–2001 — II seria, poradzieckie wzornictwo z postacią umieszczoną z boku, nominały 1–200 ₴ (są rzadko spotykane w obiegu);
- z datami emisji 2003–2014 — III seria, współczesne wzornictwo, zmienione wizerunki postaci, bardziej jednolita kolorystyka poszczególnych banknotów, nominały 1–100 ₴;
- w roku 2007 wyemitowano nominały 200 i 500 ₴;
- z datami emisji od 2014 – nowa (IV) seria banknotów 20–500 ₴, w 2019 r. wydrukowano i wprowadzono do obiegu nominał 1000 ₴;
- od 2018 roku nominały 1–10 ₴ nie są drukowane z powodu wprowadzenia monet o odpowiednich nominałach.

W obiegu najczęściej spotykane są emisje z lat 2003–2006 (III seria) oraz 2014–2020 (IV seria). Inne banknoty z datą emisji do roku 2004 od pierwszego października 2020 roku przestały być ważnym środkiem płatniczym na terenie Ukrainy i bez ograniczeń mogą być wymieniane we wszystkich bankach Ukrainy na banknoty nowszych serii.
Wszystkie banknoty oraz monety hrywny, które zostały oficjalnie wprowadzone do obiegu i nie zostały wycofane, są prawnym środkiem płatniczym na terenie Ukrainy. W celu usprawnienia organizacji obiegu gotówki Narodowy Bank Ukrainy wycofuje z obiegu banknoty hrywnowe drukowane do 2003 roku. Chodzi o banknoty pierwszej i drugiej generacji. Banknoty te nie są środkiem płatniczym od 1 października 2020 roku. Ponadto od 1 października 2020 r. NBU rozpoczyna wycofywanie z obiegu banknotów 1 i 2 hrywien trzeciej generacji, a od 1 stycznia 2023 r. - w nominałach 5, 10, 20 i 100 hrywien trzeciej generacji.
Od 1 sierpnia 2024 r. rozpoczął się proces stopniowego wycofywania z obiegu banknotów o nominale 500 hrywien (wydanych w latach 2006-2014), a 1 listopada tegoż roku NBU ogłosił stopniową wymianę banknotów o nominałach 50 i 200 hrywien (wydanych w latach 2004-2018 oraz w latach 2007-2018 odpowiednio). Proces ten stanowi ostatni etap modernizacji serii banknotów waluty narodowej .
Banknoty te są w obiegu do czasu podjęcia odrębnej decyzji przez Zarząd Narodowego Banku Ukrainy o ich całkowitym wycofaniu.

### Pierwsza seria
| Pierwsza seria | Pierwsza seria | Pierwsza seria | Pierwsza seria | Pierwsza seria  | Pierwsza seria       | Pierwsza seria                      | Pierwsza seria   | Pierwsza seria                  | Pierwsza seria                  | Pierwsza seria                  | Pierwsza seria                  |
| Wizerunek      | Wizerunek      | Nominał        | Wymiary        | Główny kolor    | Opis                 | Opis                                | Data             | Data                            | Data                            | Data                            | Data                            |
| Awers          | Rewers         | Nominał        | Wymiary        | Główny kolor    | Awers                | Rewers                              | pierwszego druku | wprowadzenia                    | wycofania (początek)            | wycofania                       | ostatecznej wymiany             |
| -------------- | -------------- | -------------- | -------------- | --------------- | -------------------- | ----------------------------------- | ---------------- | ------------------------------- | ------------------------------- | ------------------------------- | ------------------------------- |
|                |                | 1 hrywna       | 135 х 70 mm    | Ciemnozielony   | Włodzimierz I Wielki | Ruiny Chersonezu                    | 1992             | 2 września 1996                 | 15 lipca 2003                   | 1 października 2020             | 30 września 2023                |
|                |                | 2 hrywny       | 135 х 70 mm    | Brązowy         | Jarosław I Mądry     | Sobór Mądrości Bożej w Kijowie      | 1992             | 2 września 1996                 | 15 lipca 2003                   | 1 października 2020             | 30 września 2023                |
|                |                | 5 hrywien      | 135 х 70 mm    | Ciemnobrązowy   | Bohdan Chmielnicki   | Cerkiew św. Eliasza w Subotowie     | 1992             | 2 września 1996                 | 15 lipca 2003                   | 1 października 2020             | 30 września 2023                |
|                |                | 10 hrywien     | 135 х 70 mm    | Fioletowy       | Iwan Mazepa          | Ławra Peczerska                     | 1992             | 2 września 1996                 | 15 lipca 2003                   | 1 października 2020             | 30 września 2023                |
|                |                | 20 hrywien     | 135 х 70 mm    | Żółty i brązowy | Iwan Franko          | Opera lwowska                       | 1992             | 2 września 1996                 | 15 lipca 2003                   | 1 października 2020             | 30 września 2023                |
|                |                | 50 hrywień     | 135 х 70 mm    | Czerwony        | Mychajło Hruszewski  | Budynek Ukraińskiej Centralnej Rady | 1992             | nigdy nie wprowadzono do obiegu | nigdy nie wprowadzono do obiegu | nigdy nie wprowadzono do obiegu | nigdy nie wprowadzono do obiegu |
|                |                | 100 hrywień    | 135 х 70 mm    | Zielony         | Taras Szewczenko     | Budynek Rady Najwyższej Ukrainy     | 1992             | nigdy nie wprowadzono do obiegu | nigdy nie wprowadzono do obiegu | nigdy nie wprowadzono do obiegu | nigdy nie wprowadzono do obiegu |

### Druga seria
| Druga seria | Druga seria | Druga seria | Druga seria | Druga seria       | Druga seria          | Druga seria                     | Druga seria                   | Druga seria      | Druga seria      | Druga seria          | Druga seria         | Druga seria         |
| Wizerunek   | Wizerunek   | Nominał     | Wymiary     | Główny kolor      | Opis                 | Opis                            | Data                          | Data             | Data             | Data                 | Data                | Data                |
| Awers       | Rewers      | Nominał     | Wymiary     | Główny kolor      | Awers                | Rewers                          | pierwszego druku              | wprowadzenia     | emisje           | wycofania (początek) | wycofania           | ostatecznej wymiany |
| ----------- | ----------- | ----------- | ----------- | ----------------- | -------------------- | ------------------------------- | ----------------------------- | ---------------- | ---------------- | -------------------- | ------------------- | ------------------- |
|             |             | 1 hrywna    | 133 × 66 mm | Zielony i brązowy | Włodzimierz I Wielki | Ruiny Chersonezu                | 1994                          | 2 września 1996  | 1994, 1995       | 1 grudnia 2004       | 1 października 2020 | 30 września 2023    |
|             |             | 2 hrywny    | 133 × 66 mm | Brązowy           | Jarosław I Mądry     | Sobór Mądrości Bożej w Kijowie  | 1995                          | 1 września 1997  | 1995, 2001       | 28 września 2004     | 1 października 2020 | 30 września 2023    |
|             |             | 5 hrywien   | 133 × 66 mm | Niebieski         | Bohdan Chmielnicki   | Cerkiew św. Eliasza w Subotowie | 1994                          | 1 września 1997  | 1994, 1997, 2001 | 14 czerwca 2004      | 1 października 2020 | 30 września 2023    |
|             |             | 10 hrywien  | 133 × 66 mm | Brązowy i żółty   | Iwan Mazepa          | Ławra Peczerska                 | 1994                          | 1 września 1997  | 1994, 2000       | 1 stycznia 2010      | 1 października 2020 | 30 września 2023    |
|             |             | 20 hrywien  | 133 × 66 mm | Brązowy i zielony | Iwan Franko          | Opera lwowska                   | 1995                          | 1 września 1997  | 1995, 2000       | 1 stycznia 2010      | 1 października 2020 | 30 września 2023    |
|             |             | 50 hrywien  | 133 × 66 mm | Żółty i fioletowy | Mychajło Hruszewski  | Budynek Rady Najwyższej Ukrainy | Nie umieszczona na banknotach | 2 września 1996  | 1996             | 1 stycznia 2010      | 1 października 2020 | 30 września 2023    |
|             |             | 100 hrywien | 133 × 66 mm | Różowy i zielony  | Taras Szewczenko     | Sobór Mądrości Bożej w Kijowie  | Nie umieszczona na banknotach | 2 września 1996  | 1996             | 1 stycznia 2010      | 1 października 2020 | 30 września 2023    |
|             |             | 200 hrywien | 133 × 66 mm | Niebieski         | Łesia Ukrainka       | Wieża Bramna zamku w Łucku      | Nie umieszczona na banknotach | 22 sierpnia 2001 | 2001             | 1 stycznia 2010      | 1 października 2020 | 30 września 2023    |

### Trzecia seria
W obiegu są następujące banknoty ukazujące wybitnych działaczy historii Ukrainy, a także związane z ich życiem miejsca:
| Trzecia seria | Trzecia seria | Trzecia seria | Trzecia seria | Trzecia seria     | Trzecia seria        | Trzecia seria                                                       | Trzecia seria    | Trzecia seria    | Trzecia seria                      | Trzecia seria        |
| Wizerunek     | Wizerunek     | Nominał       | Wymiary       | Główny kolor      | Opis                 | Opis                                                                | Data             | Data             | Data                               | Data                 |
| Awers         | Rewers        | Nominał       | Wymiary       | Główny kolor      | Awers                | Rewers                                                              | pierwszego druku | wprowadzenia     | emisje                             | wycofania (początek) |
| ------------- | ------------- | ------------- | ------------- | ----------------- | -------------------- | ------------------------------------------------------------------- | ---------------- | ---------------- | ---------------------------------- | -------------------- |
|               |               | 1 hrywna      | 118 × 63 mm   | Szary             | Włodzimierz I Wielki | Gród Włodzimierza w Kijowie                                         | 2004             | 1 grudnia 2004   | 2004, 2005                         | 1 października 2020  |
|               |               | 1 hrywna      | 118 × 63 mm   | Żółty i niebieski | Włodzimierz I Wielki | Gród Włodzimierza w Kijowie                                         | 2006             | 22 maja 2006     | 2006, 2011, 2014, 2018             | 1 października 2020  |
|               |               | 2 hrywny      | 118 × 63 mm   | Brązowy           | Jarosław I Mądry     | Sobór Mądrości Bożej w Kijowie                                      | 2004             | 28 września 2004 | 2004, 2005, 2011, 2013, 2018       | 1 października 2020  |
|               |               | 5 hrywien     | 118 × 63 mm   | Niebieski         | Bohdan Chmielnicki   | Cerkiew św. Eliasza w Subotowie                                     | 2004             | 14 czerwca 2004  | 2004, 2005, 2011, 2013, 2015       | 1 stycznia 2023      |
|               |               | 10 hrywien    | 124 × 66 mm   | Karmazynowy       | Iwan Mazepa          | Sobór Uspieński w Ławrze Peczerskiej                                | 2004             | 1 listopada 2004 | 2004, 2005, 2006, 2011, 2013, 2015 | 1 stycznia 2023      |
|               |               | 20 hrywien    | 130 × 69 mm   | Zielony           | Iwan Franko          | Opera Lwowska                                                       | 2003             | 1 grudnia 2003   | 2003, 2005, 2011, 2013, 2016       | 1 stycznia 2023      |
|               |               | 50 hrywien    | 136 × 72 mm   | Fioletowy         | Mychajło Hruszewski  | Budynek Ukraińskiej Centralnej Rady                                 | 2004             | 29 marca 2004    | 2004, 2005, 2011, 2013, 2014       | 1 listopada 2024     |
|               |               | 100 hrywien   | 142 × 75mm    | Oliwkowy          | Taras Szewczenko     | Czernecza Góra nad Dnieprem pod Kaniowem oraz bandurysta z chłopcem | 2005             | 20 lutego 2006   | 2005, 2011, 2014                   | 1 stycznia 2023      |
|               |               | 200 hrywien   | 148 × 75mm    | Różowy            | Łesia Ukrainka       | Wieża Bramna zamku w Łucku                                          | 2007             | 28 maja 2007     | 2007, 2011, 2013, 2014             | 1 listopada 2024     |
|               |               | 500 hrywien   | 154 × 75mm    | Beżowy            | Hryhorij Skoworoda   | Akademia Mohylańska w Kijowie                                       | 2006             | 15 września 2006 | 2006, 2011, 2014, 2015             | 1 sierpnia 2024      |

### Czwarta seria
| Czwarta seria | Czwarta seria | Czwarta seria | Czwarta seria | Czwarta seria | Czwarta seria       | Czwarta seria                                       | Czwarta seria    | Czwarta seria        | Czwarta seria |
| Wizerunek     | Wizerunek     | Nominał       | Wymiary       | Główny kolor  | Opis                | Opis                                                | Data             | Data                 | Data          |
| Awers         | Rewers        | Nominał       | Wymiary       | Główny kolor  | Awers               | Rewers                                              | pierwszego druku | wprowadzenia         | emisje        |
| ------------- | ------------- | ------------- | ------------- | ------------- | ------------------- | --------------------------------------------------- | ---------------- | -------------------- | ------------- |
|               |               | 20 hrywien    | 130 × 69 mm   | Zielony       | Iwan Franko         | Opera Lwowska                                       | 2018             | 25 września 2018     | 2018          |
|               |               | 50 hrywien    | 136 × 72 mm   | Fioletowy     | Mychajło Hruszewski | Budynek Ukraińskiej Centralnej Rady                 | 2019             | 20 grudnia 2019      | 2019          |
|               |               | 100 hrywien   | 142 × 75 mm   | Oliwkowy      | Taras Szewczenko    | Kijowski Uniwersytet Narodowy im. Tarasa Szewczenki | 2014             | 9 marca 2015         | 2014, 2019    |
|               |               | 200 hrywien   | 148 × 75 mm   | Różowy        | Łesia Ukrainka      | Wieża Bramna zamku w Łucku                          | 2019             | 25 lutego 2020       | 2020          |
|               |               | 500 hrywien   | 154 × 75 mm   | Beżowy        | Hryhorij Skoworoda  | Akademia Mohylańska w Kijowie                       | 2015             | 11 kwietnia 2016     | 2015, 2018    |
|               |               | 1000 hrywien  | 160 × 75 mm   | Fioletowy     | Wołodymyr Wernadski | Narodowa Akademia Nauk Ukrainy                      | 2019             | 25 października 2019 | 2019          |

## Dostępność znaku hrywny „₴” w Windows
Sterownik klawiatury w układzie ukraińskim systemu operacyjnego Microsoft Windows daje dostęp do symbolu hrywny „₴” począwszy od wersji Vista. Aby uzyskać ten znak, należy przytrzymując „Shift” nacisnąć klawisz tyldy (~). W poprzednich systemach w tym miejscu znajdowała się duża litera Ё.